# 鲁屯镇
鲁屯镇，是中华人民共和国贵州省黔西南布依族苗族自治州兴义市下辖的一个乡镇级行政单位。

## 行政区划
鲁屯镇下辖以下地区：
鲁屯社区、章磨村、平坝村、合营村和七一村。